# McMullen (Alabama)
McMullen – miasto w Stanach Zjednoczonych, w stanie Alabama, w hrabstwie Pickens. W roku 2023 miasto zamieszkiwało 29 osób, a gęstość zaludnienia wynosiła 96,7 osoby/km².